# Extraliga inline hokeje
Extraliga inline hokeje je nejvyšší inline hokejová liga pořádaná na území České republiky. Pořádá ji Česká asociace inline hokeje. Od prvního ročníku do sezóny 2014 byl hlavním sponzorem firma Rebook, od ročníku 2014 byl hlavním sponzorem firma CCM a počínaje sezónou 2016 je partnerem soutěže společnost Stilmat.
Soutěž je rozdělena na dvě divize: Divize Východ a Divize Západ. V základních skupinách je šest týmů. Hraje se na deset kol, každý s každým a doma a venku. První čtyři týmy po základní části hrají play-off, poslední dva hrají s týmy z druhé divize o udržení. V roce 2002 byla ještě k divizi východ a západ, přidána divize střed a v roce 2003 byly divize sever, jih, východ a západ. od roku 2004 byly už jen dvě divize a to východ a západ.
Vítězství v základní době se počítá za tři body, výhra na nájezdy nebo v prodloužení za dva body, prohra na nájezdy nebo v prodloužení za jeden bod a za prohru nula bodů.

## Přehled vítězů jednotlivých ročníků
Tato tabulka shrnuje vítěze jednotlivých ročníků.
Čísla v závorce udávají o kolikátý titul v historii daného klubu se jedná
| Ročník      | Mistr                               | 2. místo                            | 3. místo                            |
| ----------- | ----------------------------------- | ----------------------------------- | ----------------------------------- |
| 2002        | HC Vyškov (1)                       | Bonfire Pardubice                   | IHC Devils Zlín                     |
| 2003        | IHC Devils Prozax Zlín (1)          | Replay Sport Praha                  | HC Vyškov "A"                       |
| 2004        | IHC Devils Prozax Zlín (2)          | IHC Břeclav                         | Replay Sport Praha                  |
| 2005        | IHC Reflex Zlín (1)                 | IHC Devils Prozax Zlín              | Replay Sport Praha                  |
| 2006        | IHC Devils Prozax Zlín (3)          | IHC Berounští Medvědi               | IHC Reflex Zlín                     |
| 2007        | Střída Sport Pardubice (1)          | IHC Devils Prozax Zlín              | IHC Berounští Medvědi               |
| 2008        | IHC Reflex Zlín (2)                 | IHC Berounští Medvědi               | IHC Slavia Praha                    |
| 2009        | IHC Berounští Medvědi (1)           | IHC Devils Prozax Zlín              | IHC Reflex Zlín                     |
| 2010        | IHC Berounští Medvědi (2)           | Mission Roller Brno                 | IHC Čerti Kladno                    |
| 2011        | IHC Reflex Uherské Hradiště (1)     | Mission Roller Brno                 | IHC Devils Zlín                     |
| 2012        | IHC Slavia Praha (1)                | IHC Olomouc                         | IHC Devils Zlín                     |
| 2013        | Mission Roller Brno (1)             | IHC Devils Zlín                     | IHC Slavia Praha                    |
| 2014        | IHC Slavia Praha (2)                | IHC Olomouc                         |                                     |
| 2015        | IHC Slavia Praha (3)                | Mission Roller Brno                 | IHC Berounští Medvědi               |
| 2016        | IHC Tempish Olomouc (1)             | Mission Roller Brno                 | –                                   |
| 2017        | IHC Berounští Medvědi (3)           | SK Černošice                        | –                                   |
| 2018        | IHC Prague Rats (1)                 | IHC Devils Zlín                     | –                                   |
| 2019        | IHC Prague Rats (2)                 | IHC Night Birds Přerov              | –                                   |
| 2020 a 2021 | Nehrálo se kvůli pandemii covidu-19 | Nehrálo se kvůli pandemii covidu-19 | Nehrálo se kvůli pandemii covidu-19 |
| 2022        | IHC Night Birds Přerov (1)          | ILHK Hradec Králové                 | IHC Devils Zlín                     |
| 2023        | IHC Prague Rats (3)                 | Mission Roller Brno                 | SK Černošice                        |